# خالد غزال
خالد نايف غزال صوفان دبلوماسي وسياسي فلسطيني وعضو سابق في حركة فتح. شغل منصب سفير دولة فلسطين لدى المجر حتى عام 2005، كما شغل منصب سفير دولة فلسطين لدى بولندا عام 2006، واستمر حتى عام 2011 بعدما أثار الجدل بسبب إقامته حفل وداع للسفير الإسرائيلي لدى بولندا بعد انتهاء مهامه. في أكتوبر 2013 قرر أمين سر اللجنة المركزية لحركة فتح فصل خالد غزال من حركة فتح.
في 5 أكتوبر 2005، قلده رئيس الجمهورية المجرية شوليوم لاسلو وسام الإستحقاق بمناسبة انتهاء مهام عمله.